# Naif Al-Hadhrami
Naif Al-Hadhrami (en arabe : نايف الحضرمي), né le 18 juillet 2001 à Al Rayyan, est un footballeur international qatarien qui évolue au poste d'attaquant à l'Al-Rayyan SC.

## Biographie

### Carrière en club
Né à Al Rayyan au Qatar, Naif Al-Hadhrami est formé par l'Al-Rayyan SC, où il commence sa carrière professionnelle. Il joue son premier match avec l'équipe première du club le 15 novembre 2019.

### Carrière en sélection
En mars 2022, Naif Al-Hadhrami est convoqué pour la première fois avec l'équipe nationale du Qatar. Il honore sa première sélection le 29 mars 2022.
Le 11 novembre 2022, il est sélectionné par Félix Sánchez Bas pour participer à la Coupe du monde 2022